# 銀座音楽祭
銀座音楽祭（ぎんざおんがくさい）は、銀座音楽祭実行委員会（ニッポン放送）の主催により1973年から1990年にかけて開催された、新人歌手対象の音楽祭である。開催時期は10月第1月曜日。文化放送「新宿音楽祭」、ラジオ日本「横浜音楽祭」、ABC「ABC歌謡新人グランプリ」と並んでラジオ局による歌謡新人賞レース序盤の重要な大会であった。後援はフジテレビジョン。

## 概要
大会名はニッポン放送の本社（有楽町）に程近い銀座に由来されているが、第1回は開局20周年記念番組として中野サンプラザで開催。当時はサンプラザ音楽祭の名称であった。その後は会場を日劇、東京宝塚劇場、赤坂プリンスホテル「クリスタルパレス」に移した。
放送時間は18時から20時30分まで、2時間半の生放送であった。ただし、上期発表時、プロ野球中継があったときは試合終了後、録音放送されることもあった。また1989年まではフジテレビの『土曜スペシャル』で90分（後に75分）編集版が関東ローカルで、テレビ放送されていたことがある。
大会は基本的に3部構成で、第1部は参加歌手による歌唱。第2部はラジオディスクグランプリ発表。第3部は審査結果発表・グランプリ受賞者再歌唱となっている。
参加資格は音楽委員会が毎月開催される新人試聴会から選出しグランプリ（最優秀新人賞）などが決定されていた。
本選の数日前には大銀座まつり会場内でパレードが行われていた。これは大銀座まつりが銀座音楽祭に協賛されたためである。
音楽の多様化により音楽賞への出演を辞退するアーティストが続出したことと音楽賞番組の乱立により、1991年5月、1つの賞では決められなくなったことを理由に終了が発表された。

## 授賞規定
- グランプリ（末期には最優秀新人賞と名乗っていた）
  - 受賞者に対してトロフィー、賞金の他、フジテレビ賞、大銀座まつり賞、スポンサー賞（東鳩製菓など）が贈られていた。
- 金賞
- 銀賞
- 審査員特別賞
- 大衆賞
- 銀座音楽祭賞（同音楽祭に出場された歌手全員に贈られていた）
- 熱演賞
- アイドル賞
- ラジオディスクグランプリ

## 司会
下記の司会者のうち、タレントの司会者は担当当時ニッポン放送の番組パーソナリティ、くりは当時ニッポン放送アナウンサー。
- 玉置宏
- 坂本九（1975年、1977年）
- くり万太郎（1984年、1989年）
- 古舘伊知郎（1985年 - 1988年）
- 岡田有希子（1985年）
- 三宅裕司（1989年）

## 受賞者一覧

### グランプリ
- 藤正樹（1973年）
- 小坂明子（1974年上期）
- 伊藤咲子（1974年下期）
- 太田裕美（1975年上期）
- 岩崎宏美（1975年下期）
- 内藤やす子（1976年）
- 高田みづえ（1977年）
- 渡辺真知子（1978年）
- 竹内まりや（1979年）
- 田原俊彦（1980年）
- 近藤真彦（1981年）
- シブがき隊（1982年）
- THE GOOD-BYE（1983年）
- 岡田有希子（1984年）
- 松本典子（1985年）
- 少年隊（1986年）
- BaBe（1987年）
- 仲村知夏（1988年）
- 田村英里子（1989年）
- 忍者（1990年）

### 金賞
- 小泉今日子、堀ちえみ（1982年）
- 桑田靖子、森尾由美（1983年）
- 吉川晃司、長山洋子（1984年）
- 芳本美代子、本田美奈子（1985年）
- 武山あきよ、THE BLUE HEARTS、中森明菜（1987年）
- 大和さくら、BUCK-TICK（1988年）
- 渡辺ひろ美、BO-GUMBOS（1989年）

### 銀賞
- 松本伊代、石川秀美、早見優（1982年）
- 岩井小百合、大沢逸美、原真祐美（1983年）
- 神野美伽、荻野目洋子、田中久美（1984年）
- 井森美幸、橋本美加子、中村繁之（1985年）
- 水谷麻里、山瀬まみ、浅倉亜季（1986年）

### 審査員特別賞
- 村木賢吉（1979年）
- 中森明菜、三好鉄生（1982年）[1]
- 小野さとる、伊藤麻衣子（1983年）
- 辻沢杏子、渡辺桂子（1984年）
- 岡本舞子、石野陽子（1985年）

### 奨励賞（特別奨励賞・新人奨励賞）
- 林寛子（1974年下期）
- 細川たかし、小川順子（1975年下期）
- 新沼謙治、角川博（1976年）
- 中原理恵、金井夕子（1978年）
- 杏里、倉田まり子、越美晴（1979年）
- 松田聖子、岩崎良美（1980年）
- 山川豊、ニック・ニューサ（1981年）
- 真璃子（1986年）
- 酒井法子、畠田理恵、仁藤優子、坂本冬美、テン・リー、A-JARIほか（1987年）
- 清水綾子、藤谷美紀、小田達也、美盛丸桜子、片桐麻美、佐木伸誘（1988年）
- マルシア、川越美和、星野由妃、尾鷲義人、香田晋、X、川村かおり（1989年）

### 大衆賞
- さとう宗幸、石川ひとみ（1978年）
- 桑江知子（1979年）
- 岩崎良美（1980年）
- 沖田浩之（1981年）
- シブがき隊（1982年）
- THE GOOD-BYE（1983年）
- 吉川晃司（1984年）
- 中村繁之（1985年）

### 銀座音楽祭賞
- TM NETWORK（1989年）

## TV中継スタッフ
1985年当時
- 主催：銀座音楽祭実行委員会
- 協賛：大銀座まつり実行委員会、（社）日本音楽事業者協会
- 演奏：ダン池田とニューブリード、豊岡豊とスイングフェイス
- 企画制作：ニッポン放送
- ディレクター：上原徹
- 制作著作：フジテレビ